# Stazione di Alba
La stazione di Alba è una stazione ferroviaria della linea Alessandria-Cavallermaggiore, al servizio dell'omonima città.

## Storia
La stazione entrò in funzione il 25 febbraio 1865, in concomitanza all'attivazione del tronco Canelli-Bra.
A seguito della statizzazione delle ferrovie, tra il 1905 e il 1906, la linea in ultimo gestita dalla Società per le Strade Ferrate del Mediterraneo venne incorporata nella rete statale e l'esercizio degli impianti fu assunto dalle Ferrovie dello Stato.
Dal 2001 la gestione dell'intera linea, e con essa quella della stazione di Alba, passò in carico a Rete Ferroviaria Italiana la quale ai fini commerciali classifica l'impianto nella categoria "Silver".
Dal 30 aprile 2010 venne sospeso il traffico sulla tratta Alba-Castagnole, a causa deil'instabilità alla galleria Ghersi (posta tra Barbaresco e Alba), che necessitava di ingenti interventi strutturali per la messa in sicurezza, interrompendo dunque le relazioni con Asti. Tale sospensione fu rimarcata definitivamente dal 17 giugno 2012 per decisione della Regione Piemonte, che a differenza della confinante Lombardia non intese avviare un programma di valorizzazione del trasporto su ferro, decretando la sospensione dei contratti di servizio su numerose linee secondarie di propria competenza. La stazione rimase dunque più solo servita dalla tratta per Bra.
Dal 19 dicembre 2015 sono partiti i lavori di elettrificazione sulla tratta Alba-Bra, con l'obbiettivo di ripristinare i collegamenti diretti con il capoluogo torinese, attraverso il prolungamento della linea SFM4 del servizio ferroviario metropolitano di Torino, fino ad Alba. L'elettrificazione è stata inaugurata l'11 dicembre 2016.
A seguito dell'elettrificazione, sono stati effettuati i lavori di restauro della stazione per renderla più fruibile ai viaggiatori e adeguarla al servizio ferroviario metropolitano, con l'innalzamento dei due marciapiedi a 55cm in conformità agli standard europei, la realizzazione dei percorsi tattili e mappe per ipovedenti, l'installazione di nuovi impianti di informazione audio e video per i passeggeri dislocati sui marciapiedi e nei vari punti comuni della stazione. È stato effettuato inoltre un restauro integrale delle aree interne ed esterne del fabbricato viaggiatori destinate al pubblico e delle sue opere architettoniche. L'opera è stata inaugurata il 18 dicembre 2017, con un costo complessivo di 4 milioni di euro. Nello stesso giorno fu annunciato ufficialmente il finanziamento di un'altra opera, che consisteva nella realizzazione di una passerella pedonale dotata di rampe fisse e ascensori, volta a consentire l'attraversamento in sicurezza dei binari e abbattere le barriere architettoniche per i disabili, collegando sia i due marciapiedi della stazione, oltre a renderla accessibile dall'aree esterne situate nel lato opposto. I lavori per la costruzione sono partiti dal 2019 e terminati il 27 febbraio 2023, giorno in cui è stata inaugurata, con una spesa di 2,5 milioni.
Dopo un sopralluogo tecnico effettuato il 20 ottobre 2020 su richiesta di Fondazione FS, iniziarono i lavori di ripristino della tratta Alba-Castagnole a scopi turistici e dal 27 novembre 2021 è stata inaugurata la riapertura con un treno storico giunto da Torino Porta Nuova e diretto a Canelli, trainato da una locomotiva a vapore, preceduta da una a diesel.
Dopo anni di battaglie dei territori, a giugno 2022 viene approvata dalla Regione la riapertura al servizio commerciale delle tratte Alba-Asti e Mortara-Casale, che avrebbe avuto effetto a partire da settembre 2023.
La tratta Asti-Alba è stata ufficialmente riaperta al servizio ordinario dall'11 settembre 2023 con 6 coppie giornaliere di treni nei giorni feriali.

## Strutture e impianti
La stazione dispone di 3 binari passanti, di cui il primo di corretto tracciato, provvisti di banchine dotate di copertura e collegate da un sovrappasso pedonale. in passato aveva a disposizione uno scalo merci di notevoli dimensioni, in seguito demolito per consentire la costruzione di un parcheggio multipiano.
Il fabbricato viaggiatori si sviluppa su due piani. Al piano terra si trovano l'ufficio movimento e i servizi ai viaggiatori, quali la sala d'attesa, la biglietteria, un bar e un'edicola; il primo piano, inaccessibile all'utenza, era in passato adibito ad alloggio del capostazione. Accanto al fabbricato viaggiatori è presente un piccolo edificio ad un solo piano che ospita i servizi igienici.

## Movimento
La stazione è servita dai treni del Servizio Ferroviario Metropolitano di Torino, linea SFM 4 e dai treni regionali svolti da Trenitalia nell'ambito del contratto di servizio stipulato con la Regione Piemonte.
Dal 2021 l'impianto è servito su calendario da treni storici della Fondazione FS, in relazione alle tratta Alba-Castagnole-Asti/Nizza.
Dal 2023 la stazione è collegata ad Asti tramite treni che percorrono la tratta ogni settimana.

## Servizi
La stazione, classificata da RFI nella categoria "Silver", dispone di:
- Biglietteria a sportello
- Biglietteria automatica
- Sala d'attesa
- Servizi igienici
- Bar

## Interscambi
- Fermata autobus
- Stazione taxi